# Васто
Ва̀сто (на италиански: Vasto, на местен диалект Uaštë, Уащъ) е град и община в Южна Италия, провинция Киети, регион Абруцо. Разположен е на 144 m надморска височина. Населението на общината е 39 350 души (към 2013 г.).